# Campeonato Absoluto de Chile 1943
El Campeonato Absoluto de Chile 1943 fue la tercera y última edición de este torneo organizado por la Federación de Football de Chile que enfrentó a Unión Española, campeón profesional de la Primera División, y a la selección de Iquique, campeón nacional amateur.
Se disputó a partido único el 5 de diciembre de 1943, en el Estadio Nacional, de la ciudad de Santiago. La selección de Iquique fue el campeón, tras derrotar a Unión Española por 2 a 1.

## Partido
|       | POR | Roberto Solá |  |
|       | DEF | Torrico      |  |
|       | DEF | Gallardo     |  |
|       | MED | Illanes      |  |
|       | MED | Villalobos   |  |
|       | MED | Freddy Wood  |  |
|       | DEL | Morales      |  |
|       | DEL | Acuña        |  |
|       | DEL | Óscar Soto   |  |
|       | DEL | Ramos        |  |
|       | DEL | Pérez        |  |
| D. T. |     |              |  |

|       | POR | Hernán Fernández |  |
|       | DEF | Pantaleón Calvo  |  |
|       | DEF | Francisco Urroz  |  |
|       | MED | Segundo Flores   |  |
|       | MED | Mario Garrido    |  |
|       | MED | Luis Ponce       |  |
|       | DEL | Luis Cáceres     |  |
|       | DEL | Atilio Cremaschi |  |
|       | DEL | Raúl Maturana    |  |
|       | DEL | Mario Campaña    |  |
|       | DEL | Benito Armingol  |  |
| D. T. |     |                  |  |

| 11' · | Óscar Soto | 1-0 2-0 |

| 49' | Atilio Cremaschi | 2-1 |

| Principal | Manuel Bonilla |

|       | POR | Roberto Solá |  |
|       | DEF | Torrico      |  |
|       | DEF | Gallardo     |  |
|       | MED | Illanes      |  |
|       | MED | Villalobos   |  |
|       | MED | Freddy Wood  |  |
|       | DEL | Morales      |  |
|       | DEL | Acuña        |  |
|       | DEL | Óscar Soto   |  |
|       | DEL | Ramos        |  |
|       | DEL | Pérez        |  |
| D. T. |     |              |  |

|       | POR | Hernán Fernández |  |
|       | DEF | Pantaleón Calvo  |  |
|       | DEF | Francisco Urroz  |  |
|       | MED | Segundo Flores   |  |
|       | MED | Mario Garrido    |  |
|       | MED | Luis Ponce       |  |
|       | DEL | Luis Cáceres     |  |
|       | DEL | Atilio Cremaschi |  |
|       | DEL | Raúl Maturana    |  |
|       | DEL | Mario Campaña    |  |
|       | DEL | Benito Armingol  |  |
| D. T. |     |                  |  |

| 11' · | Óscar Soto | 1-0 2-0 |

| 49' | Atilio Cremaschi | 2-1 |

| Principal | Manuel Bonilla |

|       | POR | Roberto Solá |  |
|       | DEF | Torrico      |  |
|       | DEF | Gallardo     |  |
|       | MED | Illanes      |  |
|       | MED | Villalobos   |  |
|       | MED | Freddy Wood  |  |
|       | DEL | Morales      |  |
|       | DEL | Acuña        |  |
|       | DEL | Óscar Soto   |  |
|       | DEL | Ramos        |  |
|       | DEL | Pérez        |  |
| D. T. |     |              |  |

|       | POR | Hernán Fernández |  |
|       | DEF | Pantaleón Calvo  |  |
|       | DEF | Francisco Urroz  |  |
|       | MED | Segundo Flores   |  |
|       | MED | Mario Garrido    |  |
|       | MED | Luis Ponce       |  |
|       | DEL | Luis Cáceres     |  |
|       | DEL | Atilio Cremaschi |  |
|       | DEL | Raúl Maturana    |  |
|       | DEL | Mario Campaña    |  |
|       | DEL | Benito Armingol  |  |
| D. T. |     |                  |  |

| 11' · | Óscar Soto | 1-0 2-0 |

| 49' | Atilio Cremaschi | 2-1 |

| Principal | Manuel Bonilla |

|       | POR | Roberto Solá |  |
|       | DEF | Torrico      |  |
|       | DEF | Gallardo     |  |
|       | MED | Illanes      |  |
|       | MED | Villalobos   |  |
|       | MED | Freddy Wood  |  |
|       | DEL | Morales      |  |
|       | DEL | Acuña        |  |
|       | DEL | Óscar Soto   |  |
|       | DEL | Ramos        |  |
|       | DEL | Pérez        |  |
| D. T. |     |              |  |

|       | POR | Hernán Fernández |  |
|       | DEF | Pantaleón Calvo  |  |
|       | DEF | Francisco Urroz  |  |
|       | MED | Segundo Flores   |  |
|       | MED | Mario Garrido    |  |
|       | MED | Luis Ponce       |  |
|       | DEL | Luis Cáceres     |  |
|       | DEL | Atilio Cremaschi |  |
|       | DEL | Raúl Maturana    |  |
|       | DEL | Mario Campaña    |  |
|       | DEL | Benito Armingol  |  |
| D. T. |     |                  |  |

| 11' · | Óscar Soto | 1-0 2-0 |

| 49' | Atilio Cremaschi | 2-1 |

| Principal | Manuel Bonilla |

|                              |
| Campeón Selección de Iquique |
| 1.er título                  |